# Chicago Croatian
O Chicago Croatian foi um clube  americano de futebol com sede em Chicago, Illinois . O clube competiu profissionalmente na National Challenge Cup, na Liga dos Campeões da CONCACAF e na National Soccer League . Todos os jogos em casa foram disputados no Hanson Stadium e no Winemac Stadium em Chicago Illinois. 
O clube foi fundado na década de 1950 e é historicamente o clube de futebol de origem croata de maior sucesso nos EUA. O auge do sucesso croata ocorreu nas décadas de 1970 e 1980, chegando à final da prestigiada Taça US Open de Lamar Hunt (National Challenge Cup) em 1974, 1979 e 1984.  Eles se classificaram para a Liga dos Campeões da CONCACAF em 1975 e 1980, mas desistiram da competição em que participaram da Liga dos Campeões da CONCACAF de 1985 (Copa dos Campeões da CONCACAF)  e foram eliminados da competição na 1ª rodada pelo Club Deportivo Olimpia, campeão de Honduras. . A 1ª etapa foi disputada em San Pedro Sula e a 2ª etapa em Tegucigalpa Honduras, com mais de 40.000 espectadores em cada partida. 

## Títulos
- National Challenge Cup
- Finalistas (3): 1974,1979,1984
- Semifinalista  : 1985
- National Soccer League
- Campeões (2): 1971,1973   : Nenhum registro foi mantido entre 1974 e 1986
- Peel Cup Illinois State Cup
- Campeões (4): 1973,1976,1978,1986
- Croatian-North American Soccer Tournament
- Campeões (6): 1968,1975,1976,1977,1979,1986
- Liga dos Campeões da CONCACAF  : Participou em 1985 (também qualificado em 1975,1980, mas se retirou da competição)
- 1985 1ª rodada Honduras América Central

### Resultados National Challenge Cup
- 2 de junho de 1974 Nova York Grego-americano 2 Chicago Croata 0
- 17 de junho de 1979 Brooklyn Dodgers 2 Chicago Croata 1
- 24 de junho de 1984 Nova York Creta 4 Chicago Croata 2 [1]